# Гужва Валерій Федорович
Вале́рій Фе́дорович Гужва́ (*31 липня 1936, селище Постишеве, тепер м. Покровськ Донецької області) — український письменник (поет, прозаїк, публіцист). Член Національної спілки письменників України (від 1971 року).

## Біографічні відомості
Середню освіту здобув в Ужгороді. 1958 року закінчив факультет журналістики Київського університету. Друкується від 1962 року. Перші вірші надрукував у журналі «Прапор» (нині «Березіль»). Був членом КПРС(від 1964 року).
Працював на українському телебаченні, заступником головного редактора видавництва «Молодь», потім у видавництві «Український письменник».

## Твори
Автор збірок віршів «Огоньок», «Дуель», «Імена», «Місто», «Розмова», «Вічна спрага», «Біг часу», «Темні меди», «Крок», «Озеро», «Метроном», «Вертоград»; повісті «Сліпий дощ», «Забути, згадати», «Плато над прірвою», «Лакейський вальс»; роману «Рай»; казки «Пригоди бувалого солдата»; сценаріїв документальних фільмів, численних перекладів поетичних творів.
Лауреат премій імені Володимира Сосюри (2002) та імені Ю. Яновського.
- Збірки віршів:
  - «Огоньок» (1965),
  - «Дуель» (1969),
  - «Імена» (1972),
  - «Місто» (1974).
  - «Розмова» (1976),
  - «Вічна спрага» (1977),
  - «Біг часу» (казахською мовою),
  - «Темні меди» (1984),
  - «Крок» (1985),
  - «Озеро»,
  - «Метроном»,
  - «Вежа» (2010).
- Повісті:
  - «Сліпий дощ» (1983),
  - «Забути, згадати» (1986),
  - «Нічого, крім зими»,
  - «Аркуш Мебіуса»,
  - «Плато над прірвою».
- Романи:
  - «Рай».
- Публіцистичні книжки:
  - «По двадцяти роках» (1965),
  - «Діалог про Україну» (1968, у співавторстві),
  - «Все життя — атака» (1974, у співавторстві).
- Твори для дітей:
  - оповідання «Новий дім» (1966),
  - казка «Пригоди бувалого солдата» (1985).

Автор низки новел, сценаріїв документальних та анімаційного фільму «Котигорошко».
Працює в галузі художнього перекладу. Зокрема, переклав окремі поезії Белли Ахмадуліної.
Окремі твори Гужви перекладено російською, казахською, болгарською, словацькою, чеською мовами.

## У кінематографі
Автор сценаріїв документальної стрічки «Це малюнок хлопчика» (1955, т/ф), мультфільму «Котигорошко» (1970), книги про телесеріал «Як гартувалася сталь», «Вся жизнь — атака: Портреты и диалоги» (К., 1974, у співавторстві з А. Крижанівським, І. Малишевським).